# Katharina Mouratidi
Katharina Mouratidi (* 1971 bei Stuttgart) ist eine deutsche Fotografin, Kuratorin und Dozentin. Sie lebt und arbeitet in Berlin.
Katharina Mouratidi ist Gründungsmitglied der Gesellschaft für Humanistische Fotografie (GfHF) und seit 2008 die Künstlerische Leiterin und Geschäftsführerin der Organisation. In dieser Funktion plant, kuratiert und leitet sie fotografische Projekte in Kooperation mit renommierten Kunst- und Kulturinstitutionen im In- und Ausland.
Ihre eigenen Arbeiten sind in zahlreichen Sammlungen vertreten und waren bereits in vielen Einzel- und Gruppenausstellungen zu sehen, darunter: Willy-Brandt-Haus Berlin, Rheinisches Landesmuseum Bonn, Palau Robert (Barcelona, Spanien), Fotofest Houston (USA), George Eastman House (USA), Lianzhou Photography Festival (China), Thessaloniki Museum of Photography (Griechenland), Primavera Fotográfica (Spanien) und Photokina Köln. Publiziert wurden ihre Fotografien unter anderem in: Cicero, Magazin der Frankfurter Rundschau, European Photography (Deutschland), Marie Claire und Colors Magazine (Italien), Ojo de Pez (Spanien), British Marie Claire (Großbritannien).

## Kuratierte Ausstellungen
- 2016: KIOSK – Die Sammlung Robert Lebeck. Eine Geschichte der Fotoreportage (zusammen mit Gisela Kayser), Ullsteinhaus Berlin
- 2016: Laia Abril, Mathias Braschler/Monika Fischer und Henrik Spohler, Festival FotoIstanbul, Istanbul, Türkei
- 2015/2016: Lela Ahmadzai: Undaunted – Four women in Kabul (zusammen mit Gisela Kayser), Willy-Brandt-Haus Berlin und Michael-Horbach-Stiftung, Köln[4]
- 2015: Geliebtes Afghanistan – Fotografien von Anja Niedringhaus (zusammen mit Gisela Kayser), Willy-Brandt-Haus Berlin[5]
- 2014/2015: Changing Realities – Images of a World in Transition, Europäischer Monat der Fotografie Berlin und Triennale der Photographie Hamburg[6]
- 2014: The Critical Camera, Kunstmuseum Dieselkraftwerk, Cottbus

## Ausstellungen

### Einzelausstellungen
- 2014: Bescheidene Helden, Willy-Brandt-Haus, Berlin[1]
- 2013: Backstage Heroes, Palau Robert, Barcelona, Spanien
- 2012: Bescheidene Helden, Rheinisches Landesmuseum, Bonn und Ars Electronica Festival, Linz
- 2012: Bescheidene Helden, Museum Arbeitswelten, Steyr, Österreich
- 2011: The Other Globalization, Goethe-Institut, Athen, Griechenland
- 2010: Katharina Mouratidi Reportagen 2000-2010, Loftgalerie Peter Gregor, Berlin
- 2007: Die andere Globalisierung, Melkweg Gallery, Amsterdam, Niederlande
- 2006: Die andere Globalisierung, Deutsch-Amerikanisches Institut Heidelberg
- 2006: Die andere Globalisierung, Photokina 2006, Köln
- 2006: Die andere Globalisierung, Foto & Photo, Fotofestival, Cesano Maderno, Italien (Katalog)
- 2006: Brustkrebs, Lianzhou International Photo Festival, Lianzhou, China (Katalog)
- 2005: Die andere Globalisierung, Potsdamer Platz, Berlin
- 2005: Die andere Globalisierung, Hauptbahnhof, Stuttgart
- 2004: ...also, ich denk’ jetzt nicht, ich hab’ was Weibliches verloren., Museum of Photography, Thessaloniki, Griechenland (Katalog)
- 2002: Brustkrebs, Gallery Le Bar Floréal, Paris, Frankreich
- 2002: Brustkrebs, Museum der Arbeit, Hamburg
- 2002: Brustkrebs, Primavera Fotográfica, La Capella de l´Antic Hospital de la Santa Cruz, Barcelona, Spanien (Katalog)

### Gruppenausstellungen
- 2014: Die kritische Kamera, Museum Dieselkraftwerk, Cottbus
- 2012: Global Change – Personal Story, 11th International Photo Festival, Aleppo, Syrien
- 2011: Coleção Joaquim Paiva, Museu de Arte Moderna, Rio de Janeiro, Brasilien
- 2011: ¿Heroinas o víctimas? Mujeres que conviven con el cáncer, Fotomanias – Festival de Fotografía, Málaga, Spanien
- 2009: Recent Aquisitions, Southeast Museum of Photography, Daytona Beach, USA
- 2009: Discoveries of the Meeting Place, XIII Biennal de Fotografía, Ciudad de México, Mexiko
- 2009: Mujeres abriendo caminos, Espai Cultural Caja Madrid, Barcelona, Spanien
- 2008: Discoveries of the Meeting Place, FotoFest Houston, Texas, USA (Katalog)
- 2008: The Power of One, Bumbershoot Festival, Seattle, USA
- 2008: Retrospection Lianzhou 2005–2007, Tomo Art Center, Bejing, China
- 2008: Breast Cancer, Fotologia 6, Festival Internacíonal de Fotografía, Bogota, Kolumbien
- 2006: Post.doc, Museum of Photography, Photosynkyria – 18. Internationales Festival der Fotografie, Thessaloniki, Griechenland (Katalog)
- 2005: Realitäten I: Machtfaktor Wirtschaft, Fotogalerie Wien, Österreich

## Lehraufträge
- 2014: Research Assignment, Arts Program, Leuphana Universität Lüneburg
- 2012: Lehrauftrag für Fotografie, Kunsthochschule Berlin-Weißensee[3]
- 2011: Gastprofessur für Fotografie, Kunsthochschule Berlin-Weißensee[7]
- 2011: Lehrauftrag Ostkreuzschule, Berlin[7]
- 2010: Lehrauftrag für Fotografie, Kunsthochschule Berlin-Weißensee